# República Dominicana en los Juegos Olímpicos de la Juventud 2018
República Dominicana compitió en los Juegos Olímpicos de la Juventud 2018 en Buenos Aires, Argentina, celebrados entre el 6 y el 18 de octubre de 2018. Su delegación estuvo conformada por 20 atletas y obtuvo una medalla dorada y una de bronce en las justas deportivas.

## Medallero
| Medalla       | Oro | Plata | Bronce | Total |
| ------------- | --- | ----- | ------ | ----- |
| Total oficial | 1   | 0     | 1      | 2     |

## Disciplinas

### Tiro con arco
República Dominicana calificó a una arquera por su desempeño en el Torneo de Clasificación Continental Americano.
- Individual femenino - 1 plaza

### Bádminton
República Dominicana calificó a una jugadora basado en el ranking mundial junior de bádminton.
- Femenino - Nairoby Abigail Jiménez

### Canotaje
República Dominicana clasificó un bote en categoría masculina y un bote en categoría femenina en esta disciplina.
- Femenino - 1 bote
- Masculino - 1 bote